# Mont-Organisé
Mont-Organisé, in creolo haitiano Montòganize, è un comune di Haiti facente parte dell'arrondissement di Ouanaminthe nel dipartimento del Nord-Est.